# Théorème adiabatique
Le théorème adiabatique est un concept important en mécanique quantique. Sa forme originelle, énoncée en 1928 par Max Born et Vladimir Fock, peut être énoncée de la manière suivante :
Un système physique est maintenu dans son état propre instantané si une perturbation donnée agit sur lui suffisamment lentement et s'il y a un intervalle significatif entre la valeur propre et le reste du spectre de l'hamiltonien.
Il peut ne pas être immédiatement compris à partir de cette formulation que le théorème adiabatique est, en fait, un concept extrêmement intuitif. Formulé simplement, un système quantique soumis à des conditions externes de modification graduelle peut adapter sa forme fonctionnelle, alors que dans le cas de modifications rapides, l'adaptation n'a pas le temps de se produire et par conséquent la densité de probabilité reste inchangée.

Les conséquences de ce résultat simple en apparence sont nombreuses, variées et extrêmement subtiles. On commence cet article par une description qualitative, suivie par quelques exemples, avant d'entamer une analyse rigoureuse. Enfin seront présentées quelques techniques utilisées pour les calculs relatifs aux processus adiabatiques.

## Processus diabatiques et adiabatiques

### Définitions quantiques
Un processus diabatique est un processus dans lequel les conditions (externes) changeant rapidement empêchent le système d'adapter sa configuration durant son déroulement, ce qui fait que la densité de probabilité reste inchangée. Typiquement, il n'y a pas d'état propre de l'hamiltonien final de même forme fonctionnelle que pour l'état initial. Le système finit en une combinaison linéaire d'états dont la somme reproduit la densité de probabilité initiale.

Un processus adiabatique est un processus dans lequel les conditions (externes) permettent l'adaptation du système, ce qui résulte en une modification de la densité de probabilité. Si le système est initialement dans un état propre de l'hamiltonien de départ, il sera finalement dans l'état propre « correspondant » de l'hamiltonien d'arrivée.

### Différenciation théorique
Pour un temps initial {\displaystyle \scriptstyle {t_{0}}} un système quantique a une énergie donnée par l'hamiltonien {\displaystyle \scriptstyle {{\hat {H}}(t_{0})}} ; le système est dans un état propre de {\displaystyle \scriptstyle {{\hat {H}}(t_{0})}} décrit par {\displaystyle \scriptstyle {\psi (x,t_{0})}}. Les conditions changeantes modifient l'hamiltonien de manière continue, ce qui donne un hamiltonien final {\displaystyle \scriptstyle {{\hat {H}}(t_{1})}} à un temps {\displaystyle \scriptstyle {t_{1}}}. Le système évolue selon l'équation de Schrödinger, afin d'atteindre l'état final {\displaystyle \scriptstyle {\psi (x,t_{1})}}. Le théorème adiabatique indique que la modification du système dépend de manière critique du temps {\displaystyle \scriptstyle {\tau =t_{1}-t_{0}}} durant lequel elle a lieu.

Pour un processus adiabatique véritable, on utilise {\displaystyle \scriptstyle {\tau \rightarrow \infty }} ; dans ce cas, l'état final {\displaystyle \scriptstyle {\psi (x,t_{1})}} est un état propre de l'hamiltonien final {\displaystyle \scriptstyle {{\hat {H}}(t_{1})}}, avec une configuration modifiée :
{\displaystyle |\psi (x,t_{1})|^{2}\neq |\psi (x,t_{0})|^{2}}.
Le degré auquel un changement donné approche un processus adiabatique dépend à la fois de la séparation énergétique entre {\displaystyle \scriptstyle {\psi (x,t_{0})}} et les états adjacents, et le rapport entre l'intervalle {\displaystyle \scriptstyle {\tau }} à l'échelle de temps caractéristique de l'évolution de {\displaystyle \scriptstyle {\psi (x,t_{0})}} pour un hamiltonien indépendant du temps, {\displaystyle \scriptstyle {\tau _{int}=2\pi \hbar /E_{0}}}, où {\displaystyle \scriptstyle {E_{0}}} est l'énergie de {\displaystyle \scriptstyle {\psi (x,t_{0})}}.
Inversement, dans la limite {\displaystyle \scriptstyle {\tau \rightarrow 0}} on a un passage infiniment rapide, ou diabatique ; la configuration de l'état reste inchangé :
{\displaystyle |\psi (x,t_{1})|^{2}=|\psi (x,t_{0})|^{2}\quad }.
La condition dite « de gap » incluse dans la définition originale de Born et Fock donnée plus haut se réfère à la condition que le spectre de {\displaystyle \scriptstyle {\hat {H}}} soit discret et non dégénéré, c'est-à-dire qu'il n'existe pas d'ambigüité dans l'ordre des états (on peut facilement établir quel état propre de {\displaystyle \scriptstyle {{\hat {H}}(t_{1})}} correspond à {\displaystyle \scriptstyle {\psi (t_{0})}}). En 1990, J.E. Avron et A. Elgart reformulèrent le théorème adiabatique, éliminant la condition de gap.

Le terme adiabatique est traditionnellement utilisé en thermodynamique afin de décrire des processus sans échange de chaleur entre le système et son environnement (voir Processus adiabatique). La définition quantique est plus proche du concept thermodynamique de transformation quasi statique, et n'a pas de relation directe avec l'échange de chaleur. Ces deux définitions différentes peuvent être sources de confusion, particulièrement lorsque les deux concepts (échange de chaleur et processus suffisamment lents) sont présents dans un problème spécifique.

## Exemples

### Pendule simple
On peut considérer l'exemple du pendule oscillant dans un plan vertical. Si le support est déplacé, le mode d'oscillation du pendule change. Si le support est déplacé suffisamment lentement, le mouvement du pendule relatif au support reste inchangé. Un changement graduel dans les conditions externes permet au système de s'adapter, tel que le caractère initial soit conservé. Cela est un processus adiabatique au sens quantique du terme.

### Oscillateur harmonique quantique

Figure 1. Modification de la densité de probabilité,, d'un oscillateur harmonique quantique à l'état fondamental, en raison d'une augmentation adiabatique dans la constante de ressort.
(L'expression potential energy est la dénomination anglophone de l'énergie potentielle.)

La nature classique d'un pendule exclut une description complète des effets du théorème adiabatique. Comme exemple, on considèrera un oscillateur harmonique quantique lorsque la constante de rappel {\displaystyle \scriptstyle {k}} augmente. C'est l'équivalent classique de la raideur d'un ressort ; quantiquement, l'effet est un rétrécissement de la courbe d'énergie potentielle dans l'hamiltonien du système.
Si {\displaystyle \scriptstyle {k}} est accru adiabatiquement {\displaystyle \scriptstyle {\left({\frac {dk}{dt}}\rightarrow 0\right)}}, alors le système au temps {\displaystyle \scriptstyle {t}} sera dans un état propre instantané {\displaystyle \scriptstyle {\psi (t)}} de l'hamiltonien courant {\displaystyle \scriptstyle {{\hat {H}}(t)}}, correspondant à l'état propre initial de {\displaystyle \scriptstyle {{\hat {H}}(0)}}. Pour le cas spécial d'un système, comme l'oscillateur quantique harmonique, décrit par un seul nombre quantique, cela signifie que le nombre quantique restera inchangé. La figure 1 montre comment un oscillateur harmonique, initialement dans son état fondamental, {\displaystyle \scriptstyle {n=0}}, reste dans cet état fondamental quand la courbe d'énergie potentielle est compressée ; la forme fonctionnelle de l'état s'adaptant aux conditions variant lentement.
Pour une constante de rappel croissant rapidement, le système subit un processus diabatique {\displaystyle \scriptstyle {\left({\frac {dk}{dt}}\rightarrow \infty \right)}} dans lequel le système n'a pas le temps d'adapter sa forme fonctionnelle aux conditions changeantes. Alors que l'état final doit être identique à l'état initial {\displaystyle \scriptstyle {\left(|\psi (t)|^{2}=|\psi (0)|^{2}\right)}} pour un processus opérant sur une période de temps non prise en compte, il n'y a pas d'état propre du nouvel hamiltonien, {\displaystyle \scriptstyle {{\hat {H}}(t)}}, qui ressemble à l'état initial. En fait l'état initial est composé d'une superposition linéaire de nombreux états propres différents de {\displaystyle \scriptstyle {{\hat {H}}(t)}} dont la somme reproduit la forme de l'état initial.

### Croisement de courbes évité

Figure 2. Un croisement évité de niveaux d'énergie dans un système à deux niveaux soumis à un champ magnétique externe. Remarquer que les énergies des états diabatiques et et les valeurs propres de l'hamiltonien, donnant les énergies des états propres et (états adiabatiques).

Pour un exemple plus largement appliqué, considérons un atome à deux niveaux soumis à un champ magnétique externe. Les états désignés par {\displaystyle \scriptstyle {|1\rangle }} et {\displaystyle \scriptstyle {|2\rangle }} dans la notation bra-ket, peuvent être conçus comme des états de moment angulaire atomique, chacun possédant une géométrie particulière. Pour des raisons qui seront éclaircies par la suite, ces états seront appelés états diabatiques dans la suite de cet article. La fonction d'onde du système peut être représentée comme une combinaison linéaire des états diabatiques :
{\displaystyle |\Psi \rangle =c_{1}(t)|1\rangle +c_{2}(t)|2\rangle }.
En l'absence de champ, la séparation énergétique des états diabatiques est égale à {\displaystyle \scriptstyle {\hbar \omega _{0}}} ; l'énergie de l'état {\displaystyle \scriptstyle {|1\rangle }} croît avec l'augmentation du champ magnétique (état de champ faible), alors que l'énergie de l'état {\displaystyle \scriptstyle {|2\rangle }} décroît dans le même temps (état de champ fort). Si l'on suppose la dépendance au champ magnétique linéaire, la matrice hamiltonienne du système peut s'écrire :
{\displaystyle \mathbf {H} ={\begin{pmatrix}\mu B(t)-\hbar \omega _{0}/2&a\\a^{*}&\hbar \omega _{0}/2-\mu B(t)\end{pmatrix}}}
où {\displaystyle \scriptstyle {\mu }} est le moment magnétique de l'atome, que l'on considère être le même pour les deux états diabatiques, et {\displaystyle \scriptstyle {a}} est un couplage entre les deux états. Les éléments diagonaux sont les énergies des états diabatiques ({\displaystyle \scriptstyle {E_{1}(t)}} et {\displaystyle \scriptstyle {E_{2}(t)}}). Cependant, comme {\displaystyle \scriptstyle {\mathbf {H} }} n'est pas une matrice diagonale, il est clair que ces états ne sont pas états propres de l'hamiltonien.
Les vecteurs propres de la matrice {\displaystyle \scriptstyle {\mathbf {H} }} sont les états propres du système, que l'on désignera par {\displaystyle \scriptstyle {|\phi _{1}(t)\rangle }} et {\displaystyle \scriptstyle {|\phi _{2}(t)\rangle }}, avec les valeurs propres correspondantes :
{\displaystyle {\begin{aligned}\varepsilon _{1}(t)&=-{\frac {1}{2}}{\sqrt {4a^{2}+(\hbar \omega _{0}-2\mu B(t))^{2}}}\\\varepsilon _{2}(t)&=+{\frac {1}{2}}{\sqrt {4a^{2}+(\hbar \omega _{0}-2\mu B(t))^{2}}}\\\end{aligned}}}.
Il est important de réaliser que les valeurs propres sont les seuls états du système permis ; une mesure de l'énergie du système au temps {\displaystyle \scriptstyle {t}} donnera soit {\displaystyle \scriptstyle {\varepsilon _{1}(t)}}, soit {\displaystyle \scriptstyle {\varepsilon _{2}(t)}}. Les états diabatiques {\displaystyle \scriptstyle {|1\rangle }} et {\displaystyle \scriptstyle {|2\rangle }} sont des combinaisons linéaires des états propres tandis que les énergies diabatiques du système {\displaystyle \scriptstyle {E_{1}(t)}} et {\displaystyle \scriptstyle {E_{2}(t)}} correspondent aux espérances mathématiques pour l'énergie du système dans les états diabatiques {\displaystyle \scriptstyle {|1\rangle }} et {\displaystyle \scriptstyle {|2\rangle }} respectivement.
La figure 2 montre la dépendance des énergies diabatiques et adiabatiques selon la valeur du champ magnétique ; notons que pour un couplage non nul les valeurs propres de l'hamiltonien ne peuvent être dégénérées, et donc nous sommes en présence d'un croisement évité. Si un atome est initialement dans un état {\displaystyle \scriptstyle {|\phi _{1}(t_{0})\rangle }} dans un champ magnétique nul (courbe rouge, à l'extrême gauche), une augmentation adiabatique du champ magnétique impose au système de rester dans un état propre de l'hamiltonien {\displaystyle \scriptstyle {|\phi _{1}(t)\rangle }} (en suivant la courbe rouge, donc). Un accroissement diabatique du champ magnétique impose au système de suivre le chemin diabatique (ligne noire continue), donc une transition vers l'état {\displaystyle \scriptstyle {|\phi _{1}(t_{1})\rangle }}. Pour des variations finies du champ magnétique {\displaystyle \scriptstyle {\left(0<{\frac {dB}{dt}}<\infty \right)}}, il existe une probabilité finie de trouver un système dans un des deux états propres. On pourra se reporter ci-dessous pour le calcul de ces probabilités.
Ces calculs sont très importants en physique atomique et moléculaire pour le contrôle de la distribution des états d'énergie dans une population d'atomes ou de molécules.

## Conditions induites pour le passage entre diabaticité et adiabaticité
Continuons maintenant avec une analyse plus rigoureuse. En utilisant la notation bra-ket, le vecteur d'état du système au temps {\displaystyle \scriptstyle {t}} peut être écrit : 
{\displaystyle |\psi (t)\rangle =\sum _{n}c_{n}^{A}(t)e^{-iE_{n}t/\hbar }|\phi _{n}\rangle },
où la fonction d'onde spatiale déjà mentionnée auparavant, est la projection du vecteur d'état sur les états propres de l'opérateur position
{\displaystyle \psi (x,t)=\langle x|\psi (t)\rangle }.
Il est intéressant de considérer les cas limites, dans lesquels {\displaystyle \scriptstyle {\tau }} est soit très grand (adiabatique, ou modification graduelle) ou soit très petit (diabatique, ou modification soudaine).
Soit un hamiltonien du système subissant une modification continue depuis un état initial {\displaystyle \scriptstyle {{\hat {H}}_{0}}}, au temps {\displaystyle \scriptstyle {t_{0}}}, jusqu'à un état final {\displaystyle \scriptstyle {{\hat {H}}_{1}}}, au temps {\displaystyle \scriptstyle {t_{1}}}, où {\displaystyle \scriptstyle {\tau =t_{1}-t_{0}}}. L'évolution du système peut être décrit dans la représentation de Schrödinger par un opérateur temporel, défini par l'équation intégrale :
{\displaystyle {\hat {U}}(t,t_{0})=1-{\frac {i}{\hbar }}\int _{t_{0}}^{t}{\hat {H}}(t^{\prime }){\hat {U}}(t^{\prime },t_{0})dt^{\prime }},
équivalent à l'équation de Schrödinger:
{\displaystyle i\hbar {\frac {\partial }{\partial t}}{\hat {U}}(t,t_{0})={\hat {H}}(t){\hat {U}}(t,t_{0})},
avec pour condition initiale {\displaystyle \scriptstyle {{\hat {U}}(t_{0},t_{0})=1}}. Connaissant la fonction d'onde du système à {\displaystyle \scriptstyle {t_{0}}}, l'évolution du système jusqu'à un temps ultérieur {\displaystyle \scriptstyle {t}} peut être obtenue par :
{\displaystyle |\psi (t)\rangle ={\hat {U}}(t,t_{0})|\psi (t_{0})\rangle }.
Le problème de la détermination de l' adiabaticité d'un processus donné est équivalent à établir la dépendance de {\displaystyle \scriptstyle {{\hat {U}}(t_{1},t_{0})}} à {\displaystyle \scriptstyle {\tau }}.
Afin de déterminer la validité de l'approximation adiabatique d'un procédé donné, on peut calculer la probabilité de trouver le système dans un état autre que celui dans lequel il a débuté. En utilisant la notation bra-ket et la définition {\displaystyle \scriptstyle {|0\rangle \equiv |\psi (t_{0})\rangle }}, on a :
{\displaystyle \zeta =\langle 0|{\hat {U}}^{\dagger }(t_{1},t_{0}){\hat {U}}(t_{1},t_{0})|0\rangle -\langle 0|{\hat {U}}^{\dagger }(t_{1},t_{0})|0\rangle \langle 0|{\hat {U}}(t_{1},t_{0})|0\rangle }.
On peut développer {\displaystyle \scriptstyle {{\hat {U}}(t_{1},t_{0})}} :
{\displaystyle {\hat {U}}(t_{1},t_{0})=1+{1 \over i\hbar }\int _{t_{0}}^{t_{1}}{\hat {H}}(t)dt+{1 \over (i\hbar )^{2}}\int _{t_{0}}^{t_{1}}dt^{\prime }\int _{t_{0}}^{t^{\prime }}dt^{\prime \prime }{\hat {H}}(t^{\prime }){\hat {H}}(t^{\prime \prime })+\ldots }.
Dans la limite de perturbation, on peut prendre en compte les seuls deux premiers termes et les substituer dans l'équation pour {\displaystyle \scriptstyle {\zeta }}, en notant que :
{\displaystyle {1 \over \tau }\int _{t_{0}}^{t_{1}}{\hat {H}}(t)dt\equiv {\bar {H}}}
est l'hamiltonien du système, moyenné sur l'intervalle {\displaystyle \scriptstyle {t_{0}\rightarrow t_{1}}}, d'où :
{\displaystyle \zeta =\langle 0|(1+{\frac {i}{\hbar }}\tau {\bar {H}})(1-{i \over \hbar }\tau {\bar {H}})|0\rangle -\langle 0|(1+{i \over \hbar }\tau {\bar {H}})|0\rangle \langle 0|(1-{i \over \hbar }\tau {\bar {H}})|0\rangle }.
Après avoir développé les produits et procédé aux éliminations appropriées, on a :
{\displaystyle \zeta ={\frac {\tau ^{2}}{\hbar ^{2}}}\left(\langle 0|{\bar {H}}^{2}|0\rangle -\langle 0|{\bar {H}}|0\rangle \langle 0|{\bar {H}}|0\rangle \right)},
ce qui donne :
{\displaystyle \zeta ={\frac {\tau ^{2}\Delta {\bar {H}}^{2}}{\hbar ^{2}}}},
où {\displaystyle \scriptstyle {\Delta {\bar {H}}}} est la valeur efficace de l'hamiltonien du système moyenné sur tout l'intervalle étudié.

L'approximation soudaine est valide quand {\displaystyle \scriptstyle {\zeta \ll 1}} (la probabilité de trouver le système dans un état autre que celui initial est proche de 0), ce qui fait que la condition de validité est donnée par :
{\displaystyle \tau \ll {\hbar  \over \Delta {\bar {H}}}},
ce qui est, en fait, un énoncé du principe d'incertitude de Heisenberg dans sa forme liant temps et énergie.

### Passage diabatique
A la limite {\displaystyle \scriptstyle {\tau \rightarrow 0}}, on a un passage infiniment rapide, ou diabatique :
{\displaystyle \lim _{\tau \rightarrow 0}{\hat {U}}(t_{1},t_{0})=1}.
La forme fonctionnelle du système reste inchangée :
{\displaystyle |\langle x|\psi (t_{1})\rangle |^{2}=|\langle x|\psi (t_{0})\rangle |^{2}\quad }.
On l'appelle parfois approximation soudaine. La validité de l'approximation pour un processus donné peut être déterminée à partir de la probabilité que l'état du système reste inchangé :
{\displaystyle P_{D}=1-\zeta \quad }.

### Passage adiabatique
A la limite {\displaystyle \scriptstyle {\tau \rightarrow \infty }}, on a un passage infiniment lent, ou adiabatique. Le système évolue, adaptant sa forme aux conditions changeantes :
{\displaystyle |\langle x|\psi (t_{1})\rangle |^{2}\neq |\langle x|\psi (t_{0})\rangle |^{2}}.
Si le système est initialement dans un état propre de {\displaystyle \scriptstyle {{\hat {H}}(t_{0})}}, après un temps {\displaystyle \scriptstyle {\tau }} il sera passé dans l'état propre correspondant de {\displaystyle \scriptstyle {{\hat {H}}(t_{1})}}.
On l'appelle l'approximation adiabatique. La validité de l'approximation pour un processus donné peut être déterminée à partir de la probabilité pour que l'état final du système soit différent de l'état initial :
{\displaystyle P_{A}=\zeta \quad }.

## Calcul des probabilités de passage diabatique

### Formule de Landau-Zener
En 1932, une solution analytique au problème du calcul des probabilités de transition diabatique fut publié séparément par Lev Landau et Clarence Zener, pour le cas spécifique de la perturbation changeant linéairement dans laquelle la composante dépendant du temps n'est pas couplée aux états pertinents (par conséquent le couplage dans la matrice hamiltonienne diabatique est indépendant du temps).
Le principal apport de cette approche est la vélocité de Landau-Zener :
{\displaystyle v_{LZ}={{\frac {\partial }{\partial t}}|E_{2}-E_{1}| \over {\frac {\partial }{\partial q}}|E_{2}-E_{1}|}\approx {\frac {dq}{dt}}},
où {\displaystyle \scriptstyle {q}} est la variable de perturbation (champ magnétique ou électrique, longueur de liaison moléculaire, ou toute autre perturbation du système), et {\displaystyle \scriptstyle {E_{1}}} et {\displaystyle \scriptstyle {E_{2}}} sont les énergies des deux états diabatiques (se croisant). Une grande {\displaystyle \scriptstyle {v_{LZ}}} implique une grande probabilité de transition diabatique et inversement.
Si l'on utilise la formule de Landau-Zener, la probabilité {\displaystyle \scriptstyle {P_{D}}} d'une transition diabatique est donnée par :
{\displaystyle {\begin{aligned}P_{D}&=e^{-2\pi \Gamma }\\\Gamma &={a^{2}/\hbar  \over \left|{\frac {\partial }{\partial t}}(E_{2}-E_{1})\right|}={a^{2}/\hbar  \over \left|{\frac {dq}{dt}}{\frac {\partial }{\partial q}}(E_{2}-E_{1})\right|}\\&={a^{2} \over \hbar |\alpha |}\\\end{aligned}}}

### Approche numérique
Pour une transition impliquant une modification non linéaire de la variable de perturbation ou du couplage dépendant du temps entre les états diabatiques, les équations cinétiques de la dynamique du système ne sont pas analytiquement solvables. La probabilité de transition diabatique peut toujours être obtenue en utilisant une grande variété de algorithmes de résolution numérique des équations différentielles ordinaires.

Les équations à résoudre peuvent être obtenues à partir de l'équation de Schrödinger dépendante du temps :
{\displaystyle i\hbar {\dot {\underline {c}}}^{A}(t)=\mathbf {H} _{A}(t){\underline {c}}^{A}(t)},
où {\displaystyle \scriptstyle {{\underline {c}}^{A}(t)}} est un vecteur contenant les amplitudes de l'état adiabatique, {\displaystyle \scriptstyle {\mathbf {H} _{A}(t)}} est l'hamiltonien adiabatique dépendant du temps et le point supérieur indique une dérivée temporelle.
Une comparaison des conditions initiales utilisées avec les valeurs des amplitudes de l'état selon la transition peut indiquer la probabilité de transition diabatique. On a en particulier, pour un système à deux états :
{\displaystyle P_{D}=|c_{2}^{A}(t_{1})|^{2}\quad }
si le système est initialisé avec {\displaystyle \scriptstyle {|c_{1}^{A}(t_{0})|^{2}=1}}.